# Selvin Guevara
Selvin Rolando Guevara Casco, noto semplicemente come Selvin Guevara (San Pedro Sula, 15 febbraio 1999), è un calciatore honduregno, centrocampista del Marathón.

## Caratteristiche tecniche
È un esterno destro.

## Carriera

### Club
Ha giocato nella prima divisione honduregna.

### Nazionale
Con la nazionale Under-20 honduregna ha preso parte al campionato mondiale di calcio Under-20 2019.